# 山梨県交通安全協会
一般財団法人山梨県交通安全協会（やまなしけんこうつうあんぜんきょうかい）は、山梨県内の地区交通安全協会を統括する交通安全協会。元山梨県知事所管の財団法人。

## 概要
山梨県内の地区交通安全協会を統括する交通安全協会で、山梨県内での季節単位で開催する交通安全運動をはじめ、自動車・自動二輪車の運転免許更新の伝達・更新事務、申請書や収入証紙の委託販売業務、自転車などに貼る反射シールや車輪のスポークに貼る反射材などの交通安全グッズの頒布、交通安全功労者の表彰及び国や全国法人への表彰推薦などを事業としている。
また、運転技能向上のために直営の山梨自動車学校を運営している。

## 地区
- 甲府交通安全協会
- 南甲府交通安全協会
- 南アルプス交通安全協会
- 韮崎交通安全協会
- 韮崎交通安全協会甲斐分所
- 北杜交通安全協会
- 鰍沢交通安全協会
- 鰍沢交通安全協会市川分所
- 南部交通安全協会
- 笛吹交通安全協会
- 日下部交通安全協会
- 日下部交通安全協会塩山分所
- 富士吉田交通安全協会
- 大月交通安全協会
- 上野原交通安全協会

## 山梨自動車学校

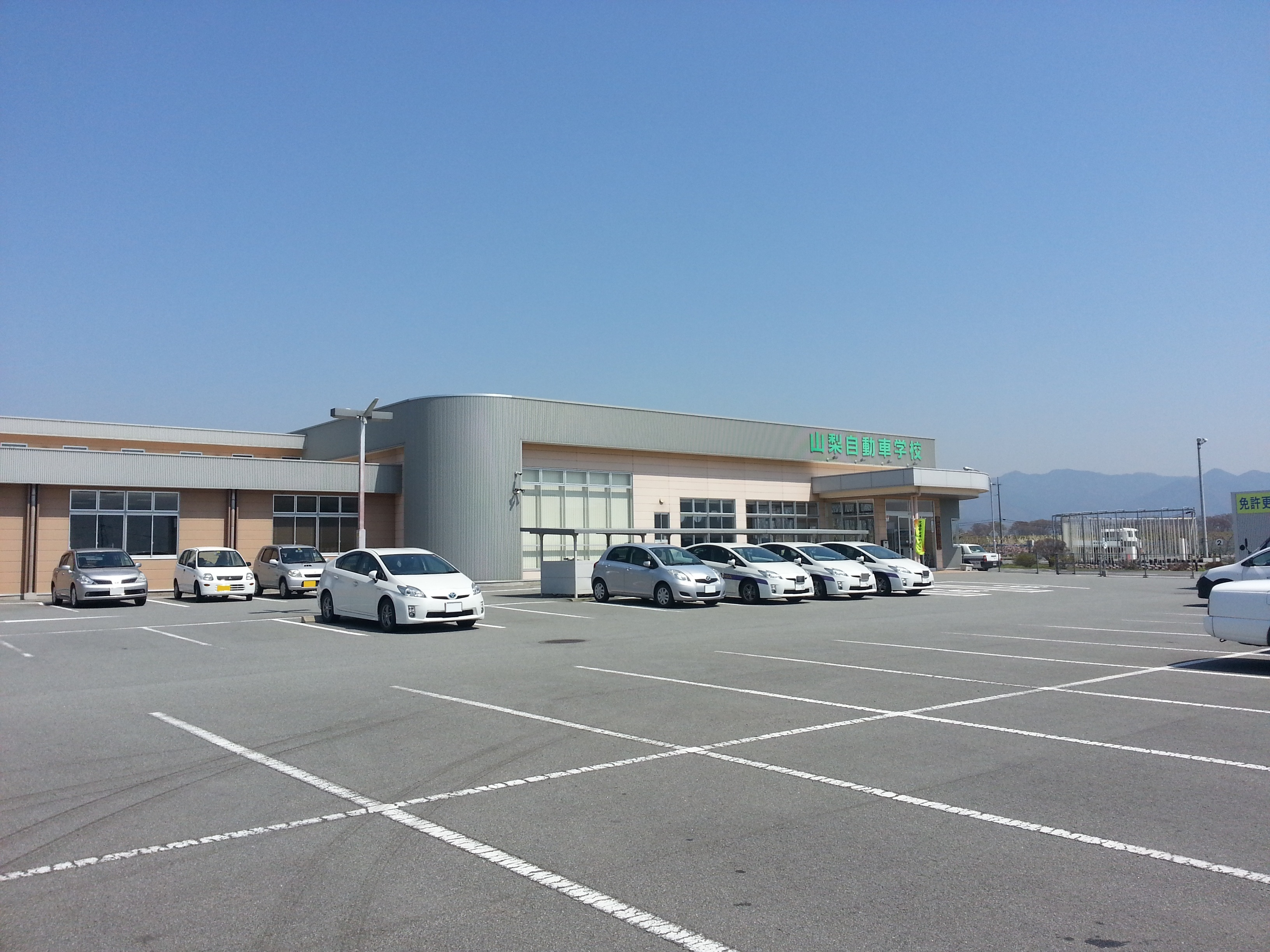
山梨自動車学校

一般財団法人山梨交通安全協会立山梨自動車学校（いっぱんざいだんほうじんやまなしこうつうあんぜんきょうかいりつやまなしじどうしゃがっこう）は、山梨県南アルプス市にある財団法人山梨県交通安全協会が運営する指定自動車教習所。

### 教習項目

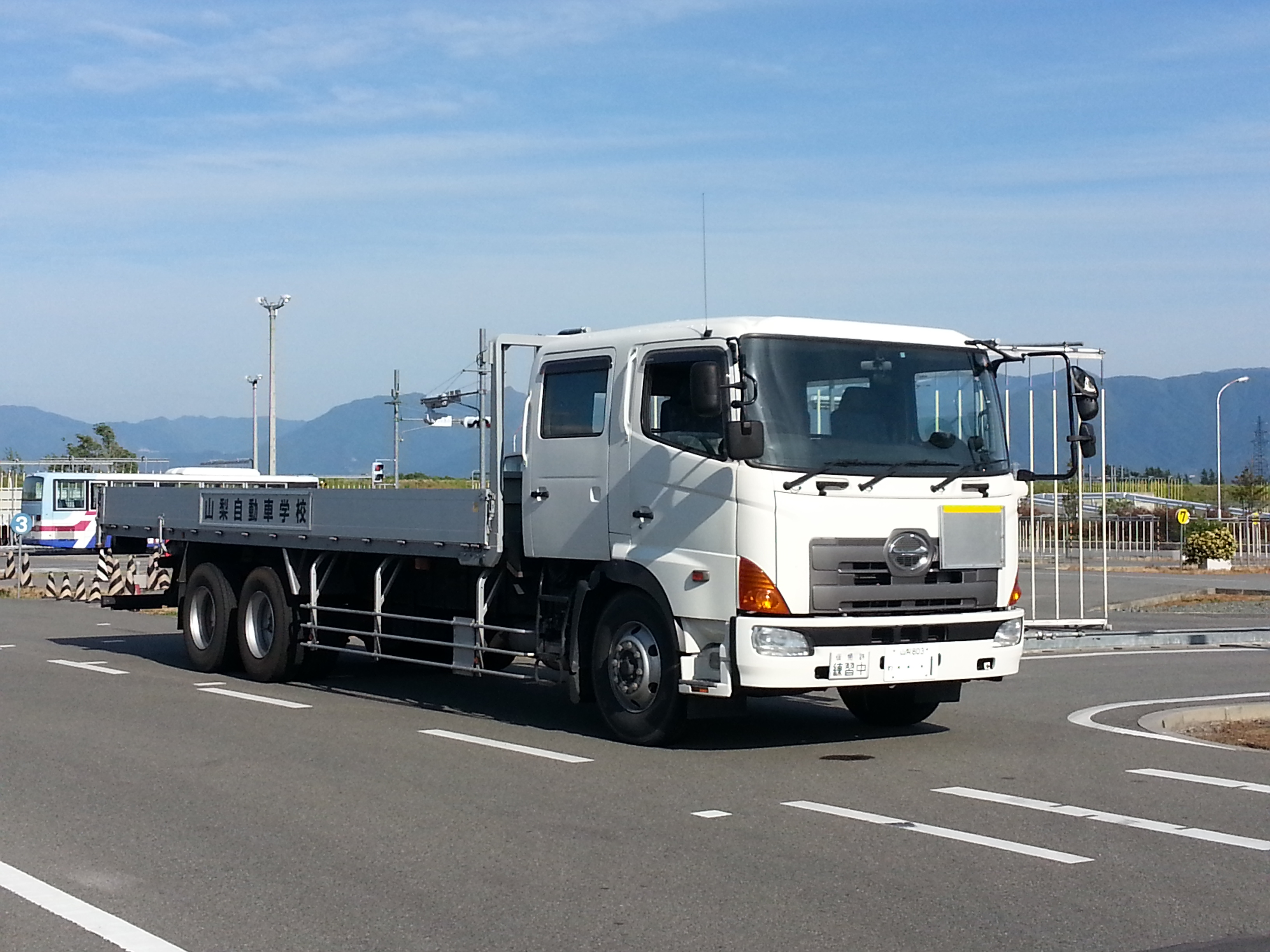
大型教習車(日野車)
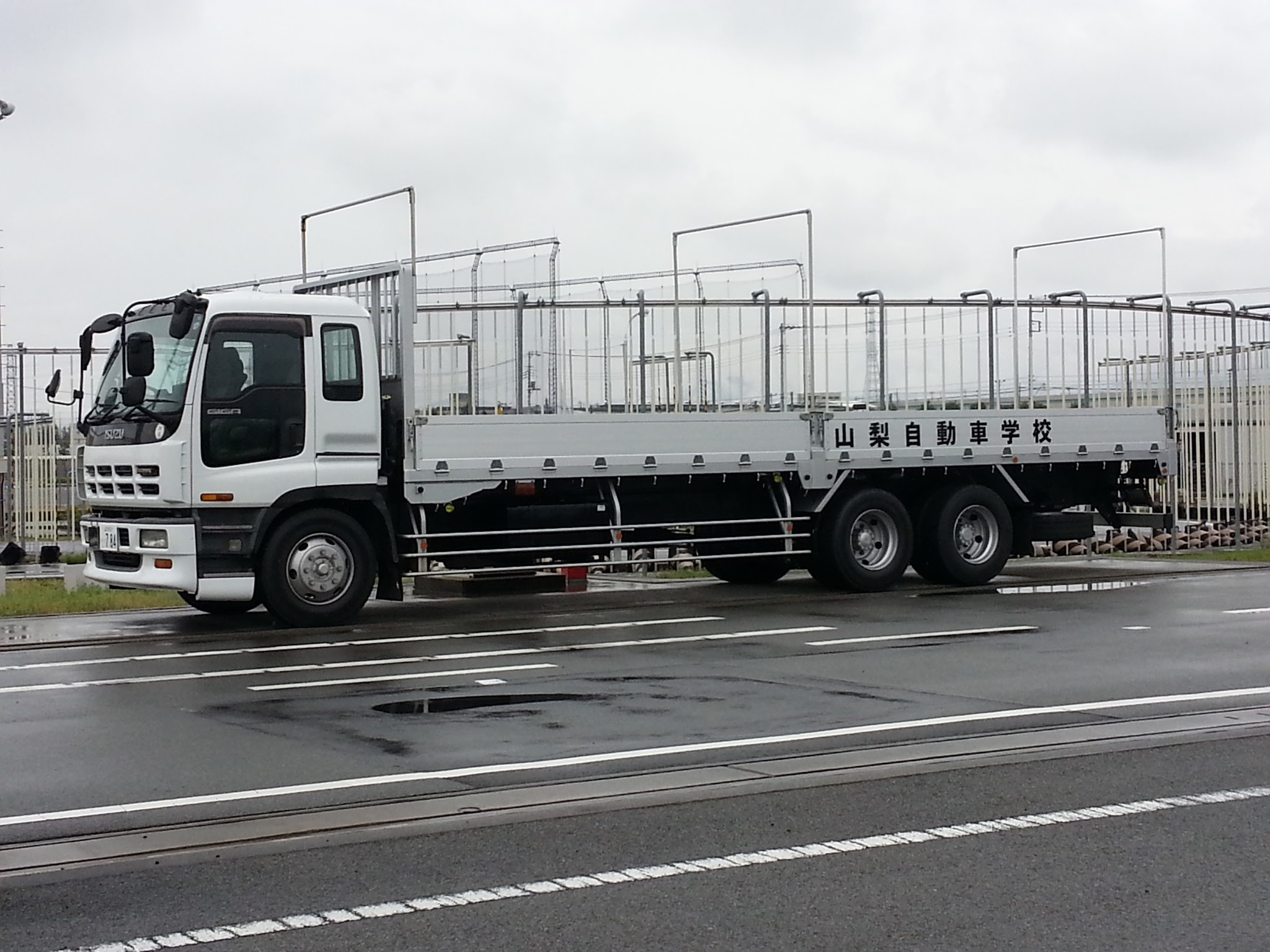
大型教習車(いすゞ車）
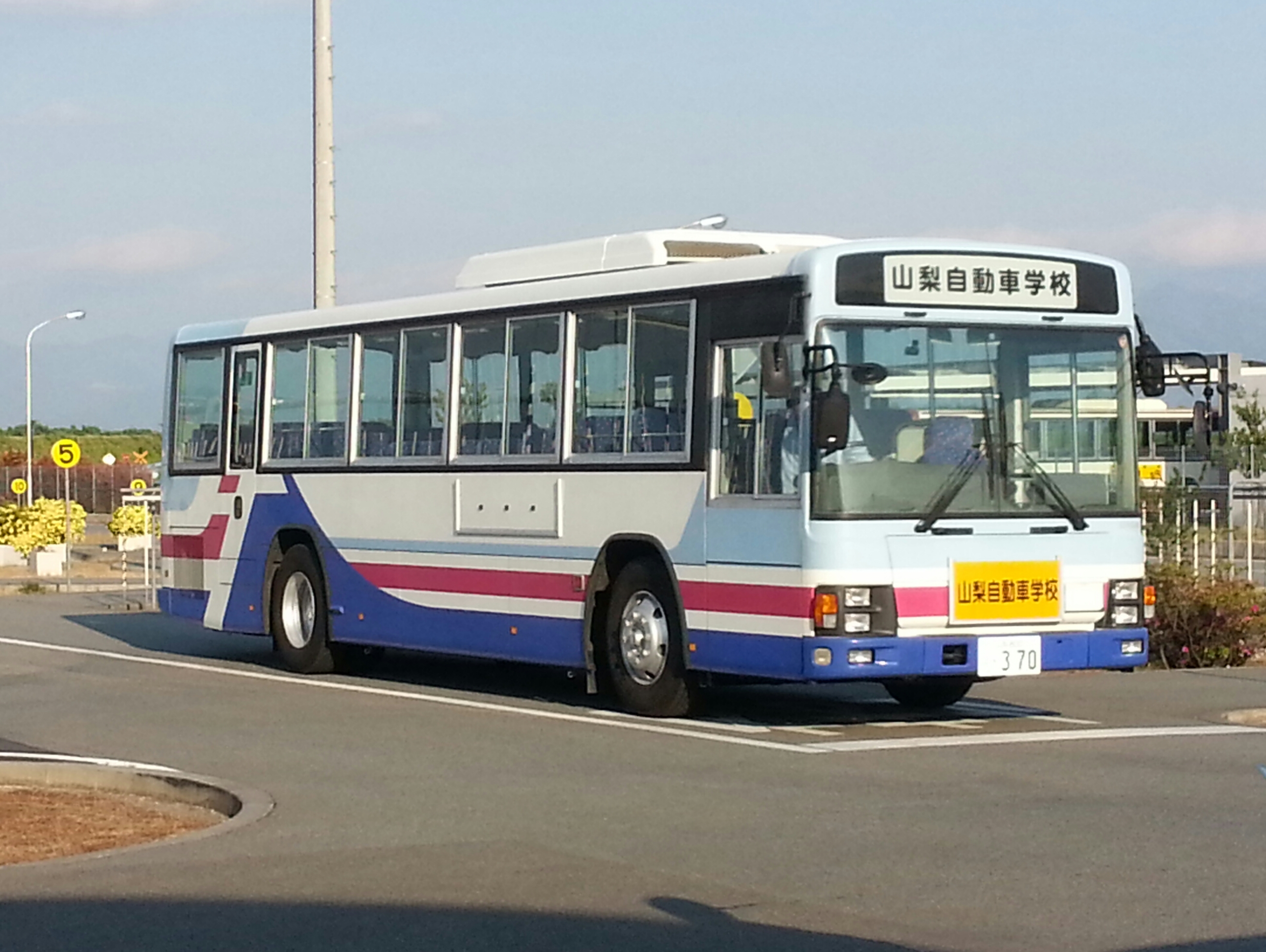
大型二種教習車
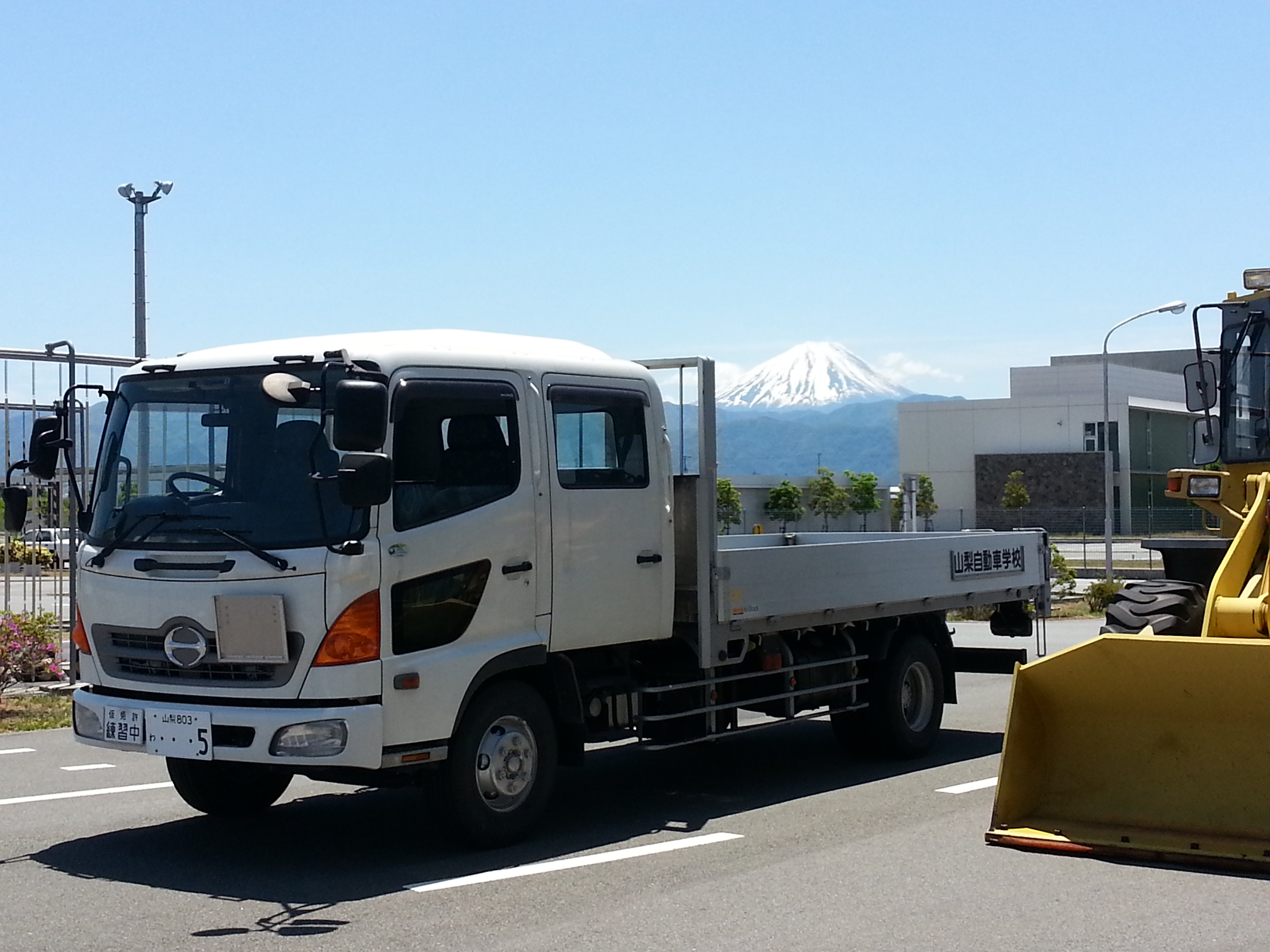
中型教習車
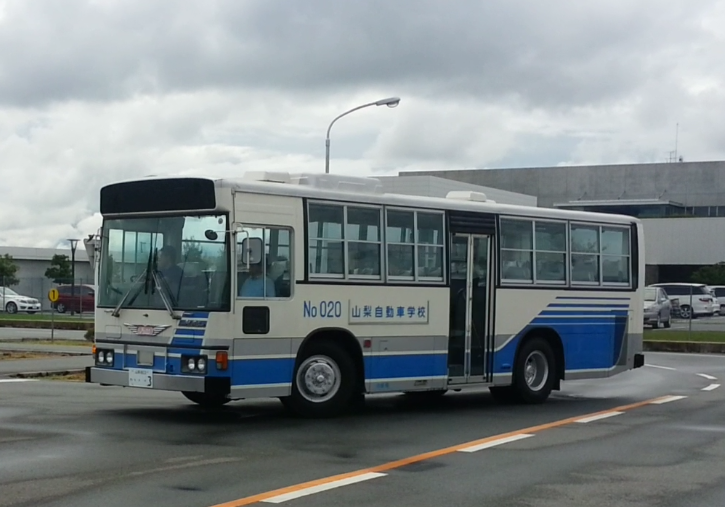
中型二種教習車
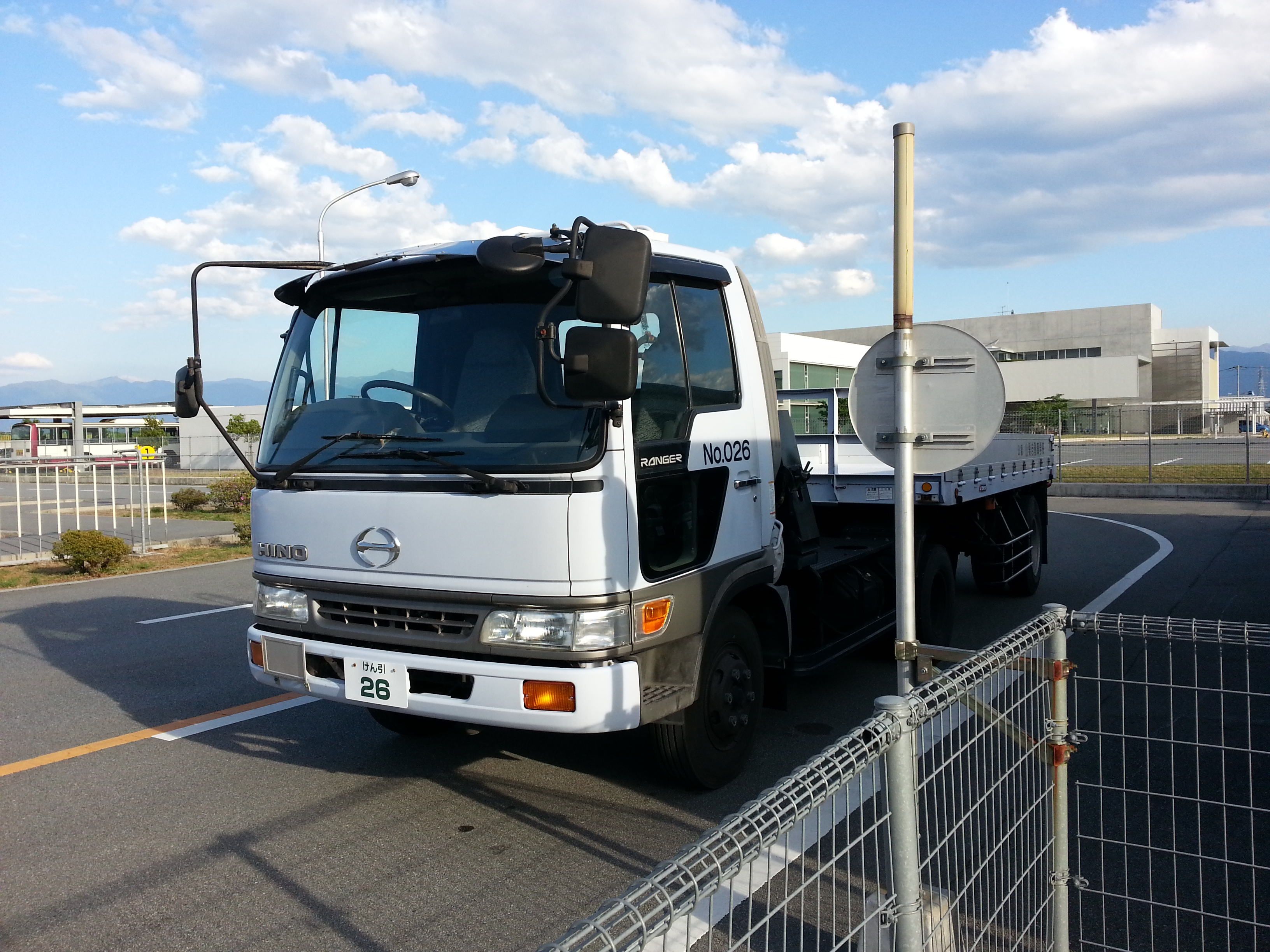
牽引教習車
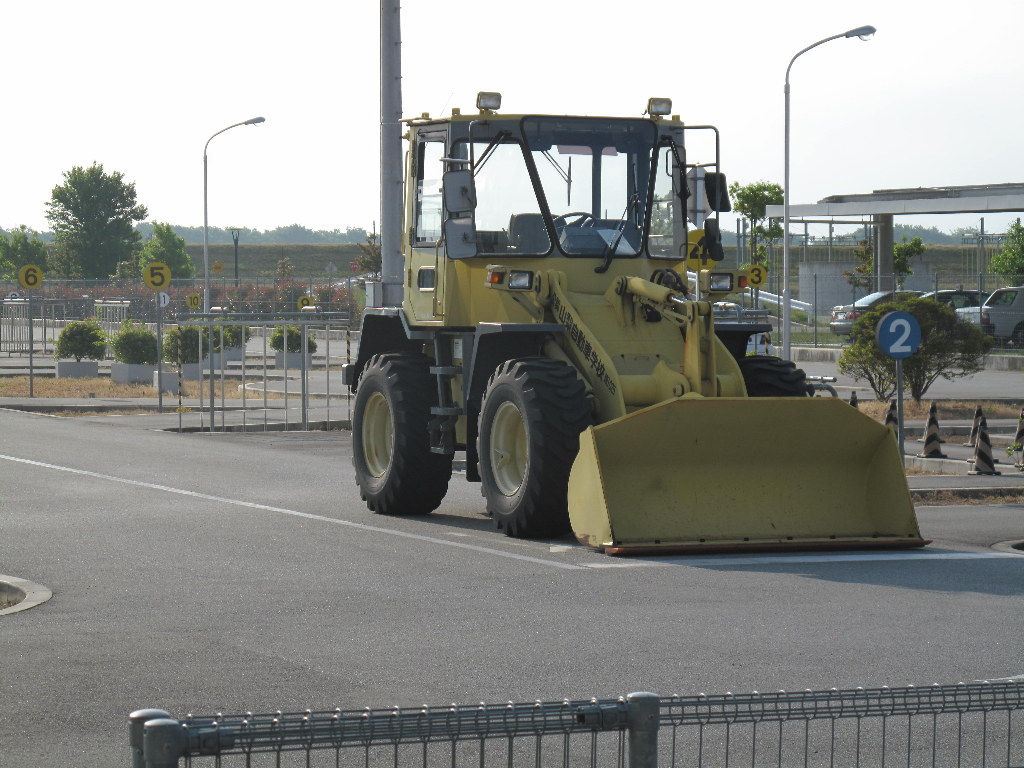
大型特殊教習車

- 大型自動車
- 中型自動車
- 準中型自動車
- 普通自動車
- 牽引自動車
- 大型特殊自動車
- 大型自動二輪
- 普通自動二輪

### 所在地
山梨県南アルプス市下高砂847番地
北緯35度39分4.4秒 東経138度29分50.8秒 / 北緯35.651222度 東経138.497444度

### その他
- 山梨県総合交通センターに隣接しているため、高齢者講習などにおいて即日更新ができる。